# Jadeboezem

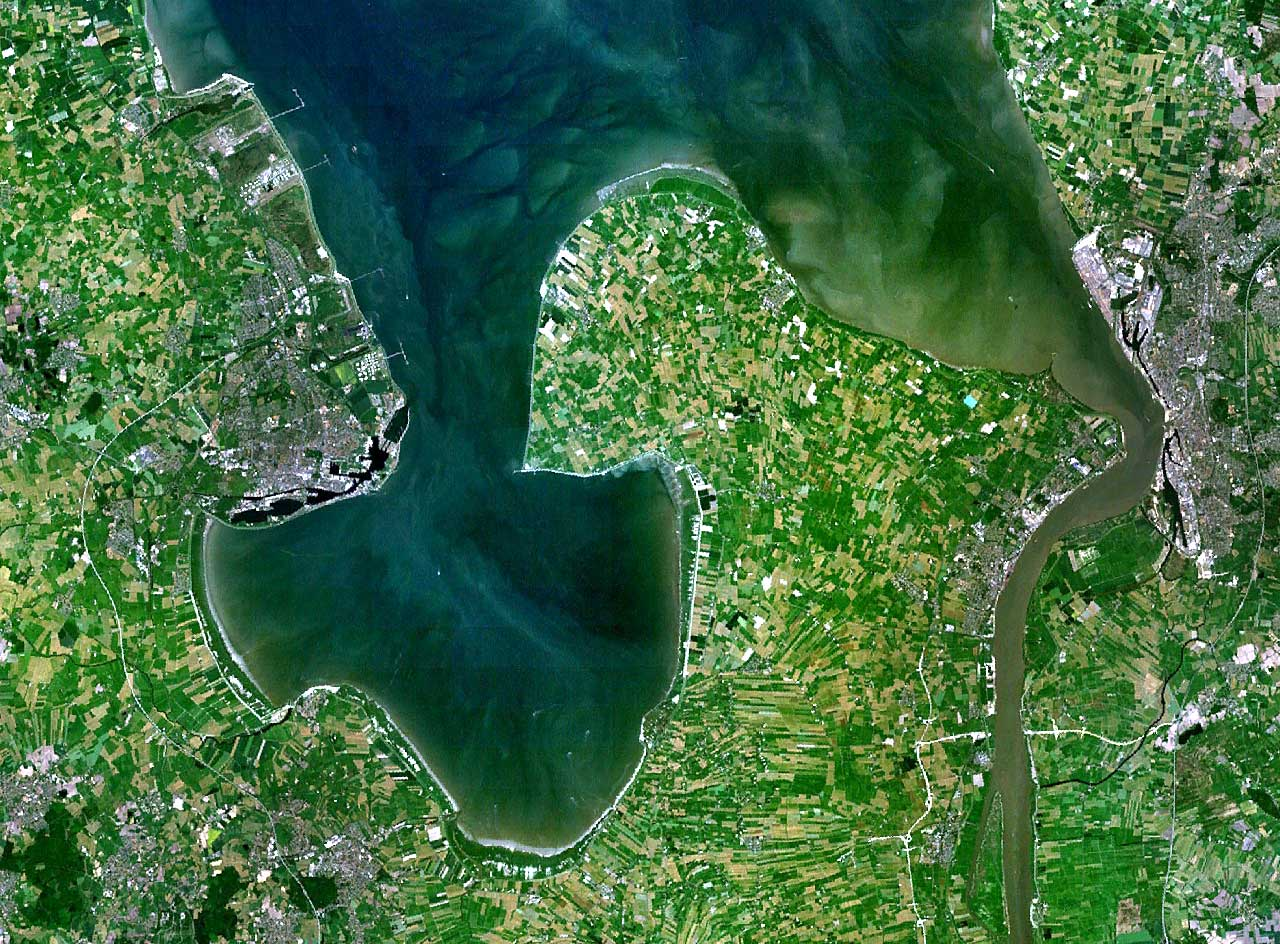
De Jadeboezem met rechts het schiereiland Butjadingen

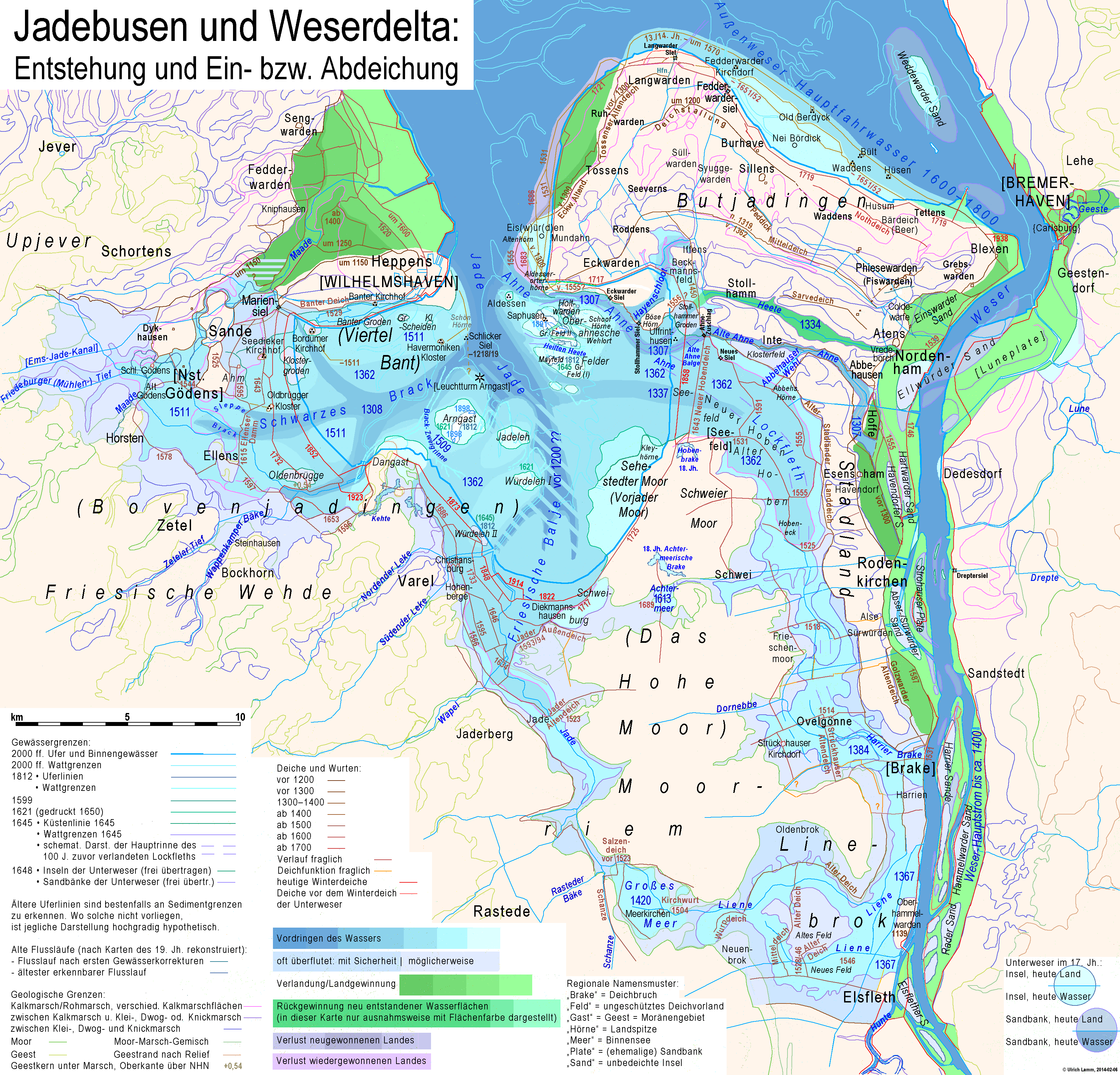
Ontstaan van de Jadeboezem en de tijdelijke delta van de Wezer:
• blauw: doordringen van het water
• groen: uitbreiding van het land
• bruine tot rode lijnen = dijken
• vet lichtblauwe lijn = huidige kust
• lichtblauwe lijnen = huidige waddenkant
• vuil lila lijnen = voormalige waddenkant
• lichtroze tot lichtlila, lichtokergele en lichtgroene lijnen = geologische aardgrenzen

De Jadeboezem (Duits: Jadebusen) is een 190 km² grote zeearm in de Noordzee, tussen de Dollard en de monding van de Wezer in Duitsland. De Jadeboezem maakt deel uit van de Waddenzee. De naam komt van de rivier de Jade.

## Ontstaan
De Jadeboezem is in de Middeleeuwen ontstaan ten gevolge van een reeks stormvloeden:
- De eerste Sint-Marcellusvloed van 1219 vernielde de Schlickersiel (Slickerzijl) tussen Heppens en Arngast.
- In 1307 ontstond de Ahne, de eerste zeearm van de Wezer naar de Jade en scheidde Butjadingen af van het vasteland.
- In 1308 breidde de Jadeboezem zich naar het westen uit, het Zwarte Brack ontstond.
- In 1334 verbond de Heete Jadeboezem en Weser.
- In 1362, ten gevolge van de Eerste Grote Mandrenke (Tweede Sint-Marcellusvloed),  breidde de Jadeboezem zich uit in de laagveengebieden. In het oosten ontstond het Lockfleth (Lokvliet).
- In 1384 verbond zich een nieuwe arm van de Wezer, de Harrier Brake, met het Lockfleth. Nu was ook Stadland een eiland geworden.
- Na de Sint-Antoniusvloed van 16 januari  1511, waarbij grote, alles verwoestende ijsschotsen vanuit zee door de storm het land op werden gespoeld, bereikte de Jadeboezem zijn grootste uitgestrektheid.

## Inpoldering
Begin 16e eeuw startte de inpoldering van het gebied. De belangrijkste werken voor de terugwinning van land waren de afdamming van het Lockfleth bij Ovelgönne in 1514/15 en de aanleg van de Ellenserdam 1597 – 1615. De Jadeboezem kreeg in 1725 ten gevolge van bedijking zijn huidige vorm.
In 1856 begon de bouw van de grootste stad aan de zeearm, de (marine)havenstad Wilhelmshaven.
Midden in de Jadeboezem staat de vuurtoren Arngast, noordelijk van de plaats waar eerder een eiland heeft gelegen.
- Gemeinsame Normdatei: 4109186-3
- Library of Congress Control Number: sh87000244
- Nationale Bibliotheek van Israël: 987007534100305171
- Virtual International Authority File: 235519402